# Breveté S.G.D.G.

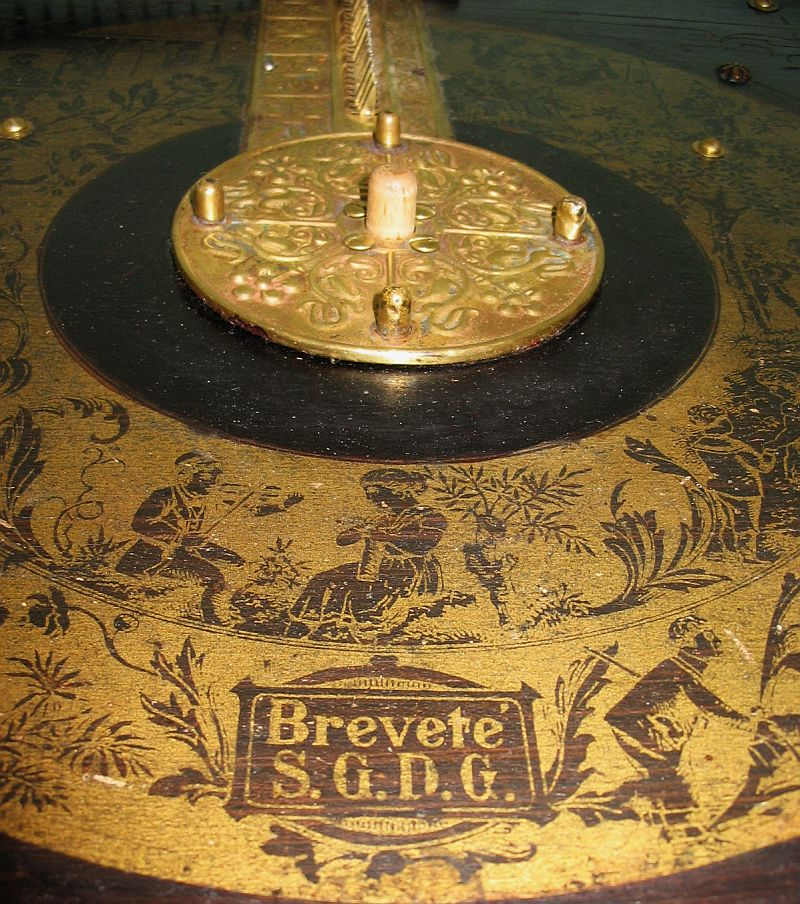
Aufschrift Breveté S.G.D.G. auf einem Ariston

Breveté S.G.D.G. ist die Bezeichnung für ein Patent, wie es in Frankreich bis zum Jahr 1968 galt. Der Ausdruck steht für „Breveté Sans Garantie Du Gouvernement“ und bedeutet übersetzt: „Patent ohne Garantie der Regierung“.
Viele Länder hielten über viele Jahre an einem System der Registrierung nach einfacher formaler Prüfung fest. Man glaubte sich frei von jeglicher Haftung. Beispielsweise sieht in Frankreich das Gesetz von 1844 vor, dass die Patente „ohne vorherige Prüfung, auf Risiko und Gefahr der Antragsteller und ohne Garantie auf Funktion, Neuheit und Verdienst auf die Erfindung auch im Hinblick auf Präzision oder Genauigkeit der Beschreibung“ ausgestellt werden.